# Natalie Imbruglia
Natalie Jane Imbruglia (Sídney; 4 de febrero de  1975) es una cantautora y actriz britanicoaustraliana.
Nacida y criada en Australia, Imbruglia se hizo ampliamente conocida a principios de la década de 1990 interpretando a Beth Brennan en la telenovela Neighbours. Después de dejar la serie, se mudó al Reino Unido y comenzó una carrera como cantante. Su sencillo debut, una versión de la canción «Torn» de Ednaswap (1997), rápidamente se convirtió en un éxito mundial, encabezó la lista Billboard Radio Songs en Estados Unidos durante once semanas en 1998 y fue incluida en las 50 mejores canciones de los años 90 por Rolling Stone. Su álbum debut, Left of the Middle (1997), fue un éxito comercial, certificado multiplatino en EE. UU., el Reino Unido y Australia, y vendió eventualmente siete millones de copias en todo el mundo. Sus álbumes posteriores, incluyendo White Lilies Island (2001) y Counting Down the Days (2005), fueron recibidos con declives comerciales, pero recibieron certificaciones de oro por la British Phonographic Industry (BPI). A partir de 2021, Imbruglia ha publicado seis álbumes de estudio y  ha vendido más de diez millones de copias a nivel mundial. Imbruglia ha recibido varios galardones, entre ellos ocho Premios ARIA, dos Brit Awards, un Billboard Music Award, un Silver Clef Award y tres Grammy Award nominaciones.

## Biografía
Imbruglia nació el 4 de febrero de 1975 en Sídney, Australia, segunda de cuatro hijas de Maxene (de soltera, Anderson) y Elliot Imbruglia. Natalie creció en la Costa Central, al norte de Sídney. Como Jason Donovan y Kylie Minogue, también participó en la serie de televisión Neighbours (Vecinos) antes de comenzar su carrera de cantante. Imbruglia cuenta con nacionalidad australiana y británica.
Tras dejar la serie Neighbours, se trasladó al Reino Unido para iniciar una carrera discográfica. Su primer sencillo, «Torn», en 1997, alcanzó el número dos en las listas inglesas y su álbum Left of the Middle vendió seis millones de copias. El siguiente en aparecer, en 2001, fue White Lilies Island, que vendió más de un millón de copias. En 1999 colaboró con Tom Jones en su disco Reload.
Imbruglia volvió a actuar en 2002 en un papel secundario en la parodia de espías Johnny English, junto con Rowan Atkinson. Se casó con su novio Daniel Johns, cantante de Silverchair, después de un largo noviazgo, el 31 de diciembre de 2003. La pareja se divorcia a finales de 2007.
En abril de 2005, Imbruglia lanzó su tercer trabajo de estudio, Counting Down The Days en el Reino Unido, el cual alcanzó el número uno en ventas en su primera semana. El primer sencillo de este álbum fue «Shiver». Este se convirtió en su sencillo más exitoso en el Reino Unido desde su debut. El segundo sencillo fue «Counting Down The Days», lanzado el 25 de julio, que a pesar de que tuvo menos éxito que «Shiver», logró mantener el interés en el trabajo de Imbruglia, dominando las emisoras de radio como el anterior.
En 2009 publica Come to Life, un álbum en el que contó con la colaboración del cantante de Coldplay, Chris Martin, componiendo varios temas como «Lukas», «Fun» y «Want», y también con la participación de Brian Eno en la producción.
En diciembre de 2013 anuncia, a través de su cuenta de Instagram, que está trabajando en un nuevo álbum de covers, producido por Christian Medice y Billy Mann.
El 24 de julio de 2019 anuncia su primer embarazo logrado a través de fecundación in vitro. El 9 de octubre de 2019 confirma el nacimiento de su hijo, Max Valentine Imbruglia. Imbruglia firmó en julio de 2019 con BMG, su sello discográfico original de 1997 a 2007, con planes de lanzar un álbum de nuevo material en algún momento de 2020. Posteriormente, esto se retrasó hasta 2021.
El 18 de junio de 2021, Imbruglia lanzó «Build It Better», el primer sencillo de su sexto álbum de estudio Firebird, que salió a la venta el 24 de septiembre de 2021. El vídeo oficial de «Build It Better» fue dirigido por Amy Becker-Burnett, con coreografía de Gregory Haney y Alex Sarmiento. «Build It Better» no entró en la Official UK Top 100 Chart, pero alcanzó el No. 67 en la Official Singles Sales Chart Top 100 y en el número 66 en la Official Singles Download Chart Top 100.
En 2022, Imbruglia ganó la tercera serie de la versión británica de El cantante enmascarado como «Panda». Imbruglia lanzó su versión de «Story of My Life» (una canción que interpretó en el programa) el 12 de febrero de 2022. Debutó en la lista UK Official Singles Sales Chart Top 100 en el número 49. El álbum Firebird volvió a entrar en la lista UK Official Album Downloads en el número 32.
El 28 de julio de 2022, Imbruglia hizo un cameo como Beth en el episodio final de Neighbours. Su aparición se rodó junto al personaje de Holly Valance, Felicity Scully.
En febrero de 2024, se anunció que Imbruglia se embarcaría en una gira por Reino Unido e Irlanda con el grupo irlandés the Corrs. También en 2024, Imbruglia compitió en la temporada doce de El cantante enmascarado como «Bluebell», donde Kelly Osbourne (que compitió como «Ladybug» en la temporada dos) actuó como su embajadora de la máscara. Fue eliminada en la final del Grupo B.

## Otras actividades
En mayo de 2010, Imbruglia se convirtió en jueza en la segunda temporada del programa versión australiana de The X Factor. Fue mentora de la categoría Girls, en la que su actuación final Sally Chatfield fue la subcampeona de la serie. En 2011, no regresó para la tercera temporada y fue sustituida por Natalie Bassingthwaighte.
En 2016 Imbruglia formó parte del reparto de la segunda temporada de la serie de televisión SBS First Contact.
En 2024, lanzó un Audible Podcast original, Sleep Sound with Natalie Imbruglia. En el podcast recita poesía de la fallecida poeta australiana Dorothea Mackellar.

## Discografía

### Álbumes
- 1997: Left of the Middle
- 2001: White Lilies Island
- 2005: Counting Down the Days
- 2009: Come To Life
- 2015: Male
- 2021: Firebird

### Recopilaciones
- 2007: Glorious: The Singles 97-07

### Apariciones
- «Troubled by the Way We Came Together» en Go O.S.T. (1999)
- «Never Tear Us Apart» con Tom Jones en Reload (1999)
- «Identify» en Stigmata O.S.T (1999)
- «Cold Air» en Y tu mamá también O.S.T. (2001)
- «Pineapple Head» en She Will Have Her Way (2005)

### Versiones
El tema «Smoke» fue versionado por la banda de rock gótico alemana Dreadful Shadows, en su disco Apology, el año 2000. También el sencillo «Torn» fue versionado por la banda One Direction en The X Factor 2010 y por la banda alemana The Baseballs.

## Colaboraciones
- America: A Tribute to Heroes - Junto con U2, David Stewart y Morleigh Steinberg. - Coros en Peace on Earth / Walk On (2001).
- All the Magic - Película.- Winx Club Il Segreto del Regno Perduto (Winx Club El Secreto del Reino Perdido) (2007)